# Nilismo
Nilismo é o termo cunhado sobre o período de influência política de Nilo Procópio Peçanha e seus aliados no Brasil, mas sobretudo no estado do Rio de Janeiro, entre a última década do século XIX e o primeiro quarto do século XX.

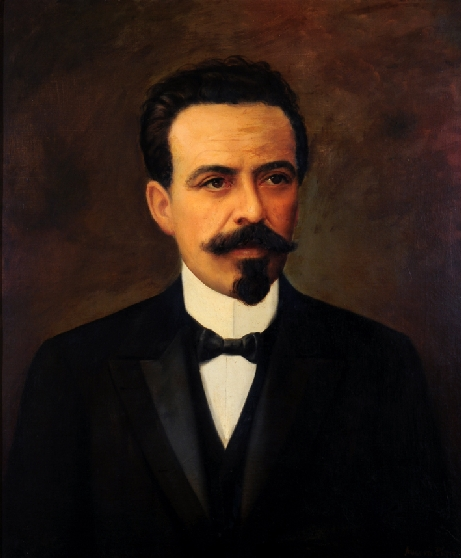
Retrato de Nilo Peçanha

A força do político se fez sentir principalmente nos períodos mais críticos da política fluminense. Usou a mão de ferro de um caudilho, e habilidade política para neutralizar seus principais adversários políticos no estado, todos ex-aliados - os backeristas - grupo político tendo como principais figuras Alfredo Backer, Edviges de Queirós e Pereira Ferraz. Depois entraram na lista de desafetos os políticos Oliveira Botelho e Feliciano Sodré. É o primeiro movimento personalista do estado no período republicano.